# کوین لافرانس
کوین لافرانس (انگلیسی: Kevin Lafrance؛ زادهٔ ۱۳ ژانویهٔ ۱۹۹۰) بازیکن فوتبال اهل فرانسه است.
از باشگاه‌هایی که در آن بازی کرده‌است می‌توان به باشگاه فوتبال ویکتوریا ژیژکوف، باشگاه فوتبال ویدزف ووچ و باشگاه فوتبال اسلاویا پراگ اشاره کرد.
وی همچنین در تیم ملی فوتبال هائیتی بازی کرده‌است.